# Nationalpark Warthemündung
Der Nationalpark Warthemündung (polnisch: Park Narodowy Ujście Warty), an der Mündung der Warthe in die Oder gelegen, wurde im Jahre 2001 gegründet und umfasst eine Fläche von 8038 Hektar.
Im Park dominiert Wiesen- und Weideland, das von zahlreichen alten Flussläufen und Kanälen durchschnitten wird. Die Warthe teilt den Nationalpark in zwei Hälften. Die südliche ist ein Überschwemmungsgebiet, dessen Wasserstand im Jahresverlauf um bis zu vier Meter schwankt. Der nördlich der Warthe gelegene Teil ist durch einen Deich vor Hochwasser geschützt.
Im Mai kann man hier Wasser- und Watvögel in großer Zahl beobachten, die im größten Teil Deutschlands spärlich bis selten sind: verschiedene Enten, Höckerschwäne, Fluss-, Weißbart- und Weißflügelseeschwalben, Seiden- und Nachtreiher, Schwarzhalstaucher, Knäkenten, Bruchwasserläufer, Bekassinen.
Es gibt 4 Lappentaucher-, 7 bis 8 Enten-, 5 Rallen-, 3–4 Möwen- und Seeschwalben- sowie 8–9 Watvogelarten. Die in guter Zahl vorhandenen Seeadler scheuchen alles auf und schaffen damit gute Beobachtungsbedingungen.
Im November bietet der Park Rastmöglichkeiten für Massen von Waldsaat- und Blässgänsen.
Im Park sind 260 Vogelarten festgestellt worden, 170 brüten hier.
Interessant sind auch die Fledermaus-Führungen auf der nahe gelegenen Festung Küstrin (Kostrzyn nad Odrą).

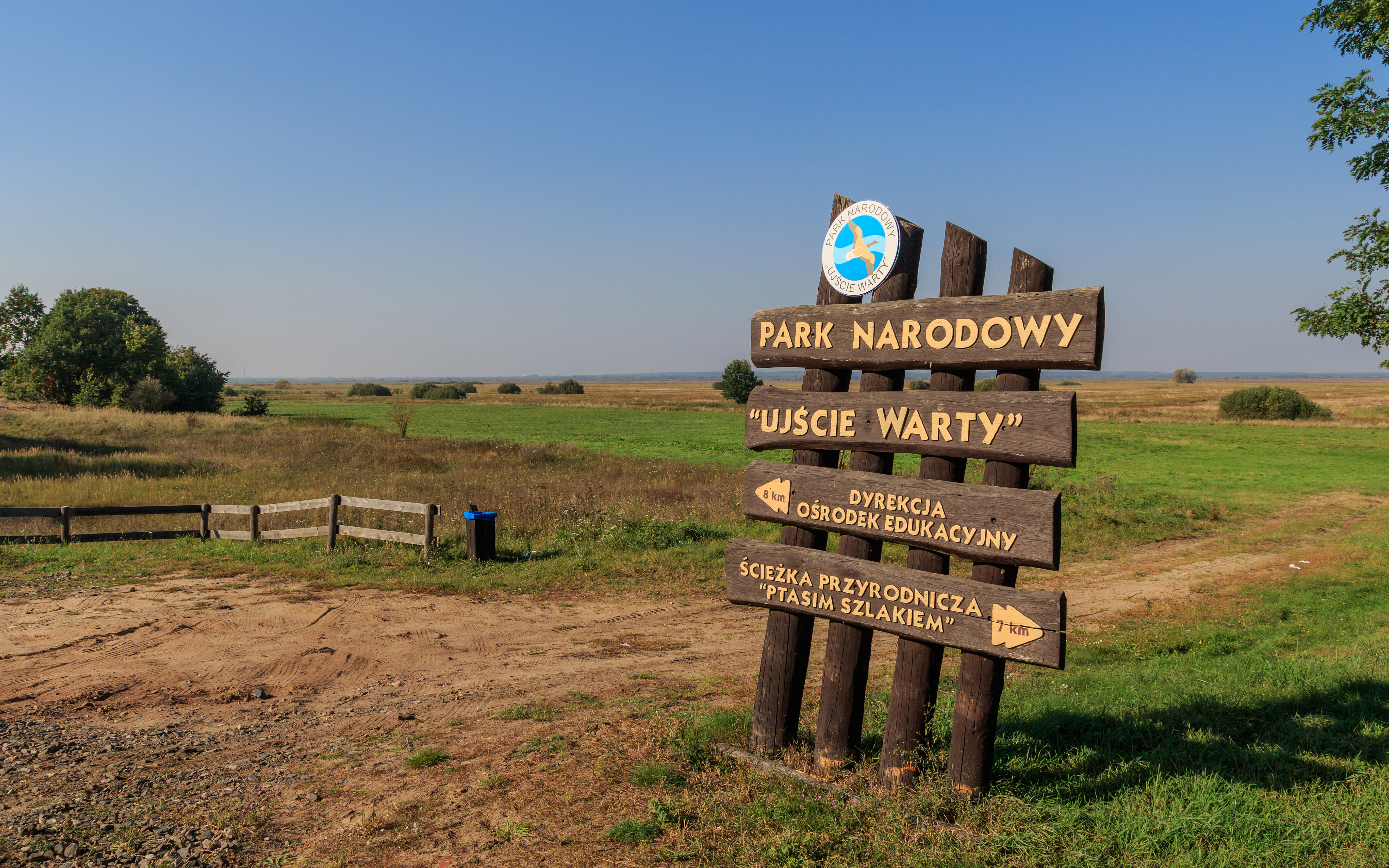
Parkeingang
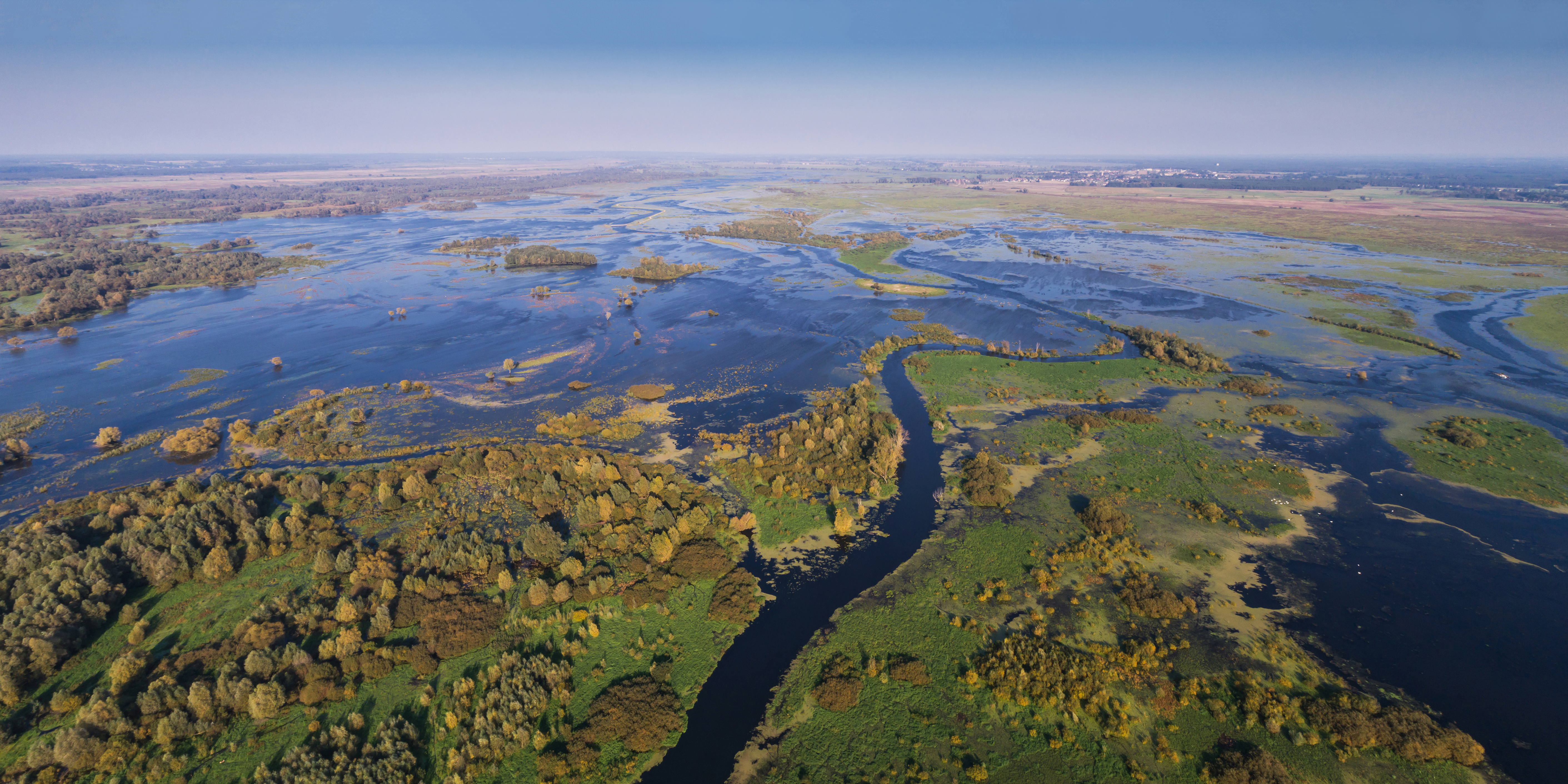
Luftaufnahme
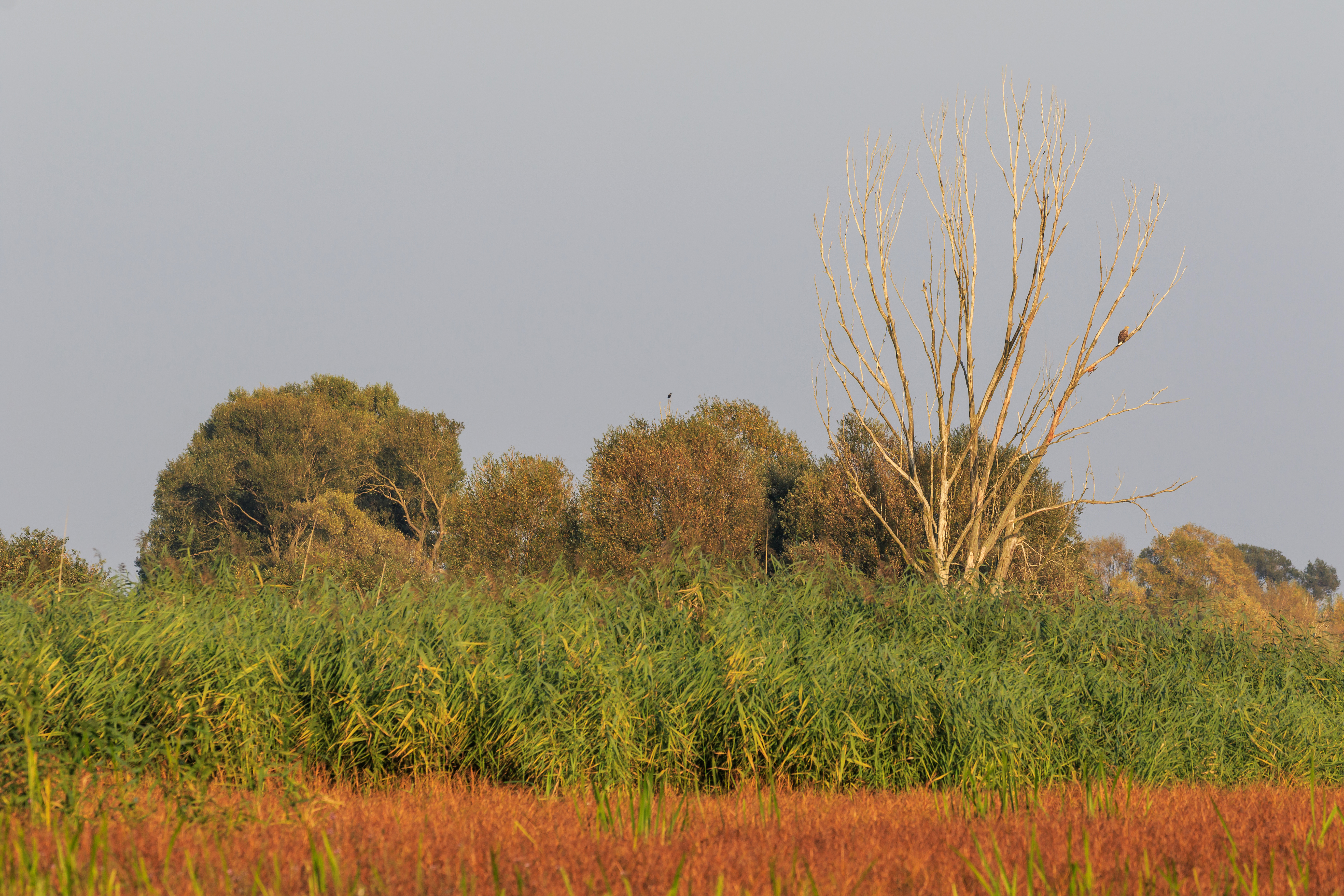
Abgestorbener Baum
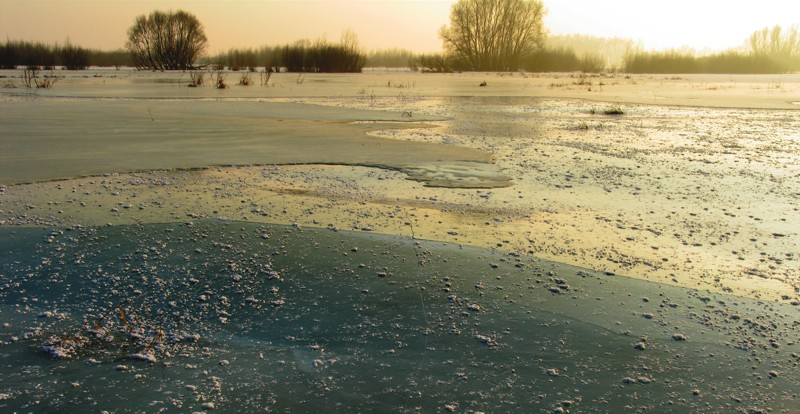
Eisfläche im Februar 2006